# FC Obolon Kiev
FC Obolon Kiev este un club de fotbal din capitala Ucrainei, Kiev.